# Uniwersytet Turyński
Uniwersytet Turyński (wł. Università degli Studi di Torino) – jeden z ważniejszych włoskich uniwersytetów. Założony został jako studium generale w 1404 roku z inicjatywy księcia Ludovico di Savoia.